# 氟氯溴碘化硅
氟氯溴碘化硅是一种无机化合物，化学式为SiFClBrI。它是一个手性分子。

## 制备
氟氯溴碘化硅可由SiFClBr2和SiHI3在100°C反应18小时得到。